# Olios helvus
Olios helvus är en spindelart som först beskrevs av Eugen von Keyserling 1880.  Olios helvus ingår i släktet Olios och familjen jättekrabbspindlar.
Artens utbredningsområde är Colombia. Inga underarter finns listade i Catalogue of Life.